# Caroline Garcia
Caroline Garcia (født 16. oktober 1993 i Saint-Germain-en-Laye, Frankrig) er en kvindelig professionel tennisspiller fra Frankrig.
Caroline Garcia højeste rangering på WTA single rangliste var som nummer 4, hvilket hun opnåede 10. september 2018. I double er den bedste placering nummer 2, hvilket blev opnået 24. oktober 2016.
Den største triumf for hende var sejren i French Open 2016 i double sammen med landsmanden Kristina Mladenovic.